# Maarestunturit
Maarestunturit är en bergskedja i Finland. Den ligger i Enare i landskapet Lappland, i den norra delen av landet, 1 000 km norr om huvudstaden Helsingfors.
Maarestunturit sträcker sig 13,7 km i öst-västlig riktning. Den högsta toppen är Soaabbikieldimoaivi, 540 meter över havet.
Topografiskt ingår följande toppar i Maarestunturit:
- Hanhipää
- Kolshanoaivi
- Ladnjoaivi
- Roavvioaivi
- Rääppisoaivi
- Soaabbikieldimoaivi